# میمون رزوس
میمون رزوس یا ماکاک رزوس (Macaca mulatta) یکی از انواع میمون است که در جنوب، شرق و جنوب شرقی آسیا زندگی می‌کند. رزوس تنها میمون کشور افغانستان است و به جهت نگهداری آسان در اسارت و استفادهٔ گسترده در باغ وحش‌ها، آزمایشگاه‌ها و به عنوان حیوان خانگی از شناخته‌شده‌ترین انواع میمون است.
رزوس‌های فرار کرده از اسارت در برخی نقاط آمریکا از جمله ایالت فلوریدا و جزیره کایو سانتیاگو اجتماعاتی وحشی را تشکیل داده‌اند.

## مشخصات

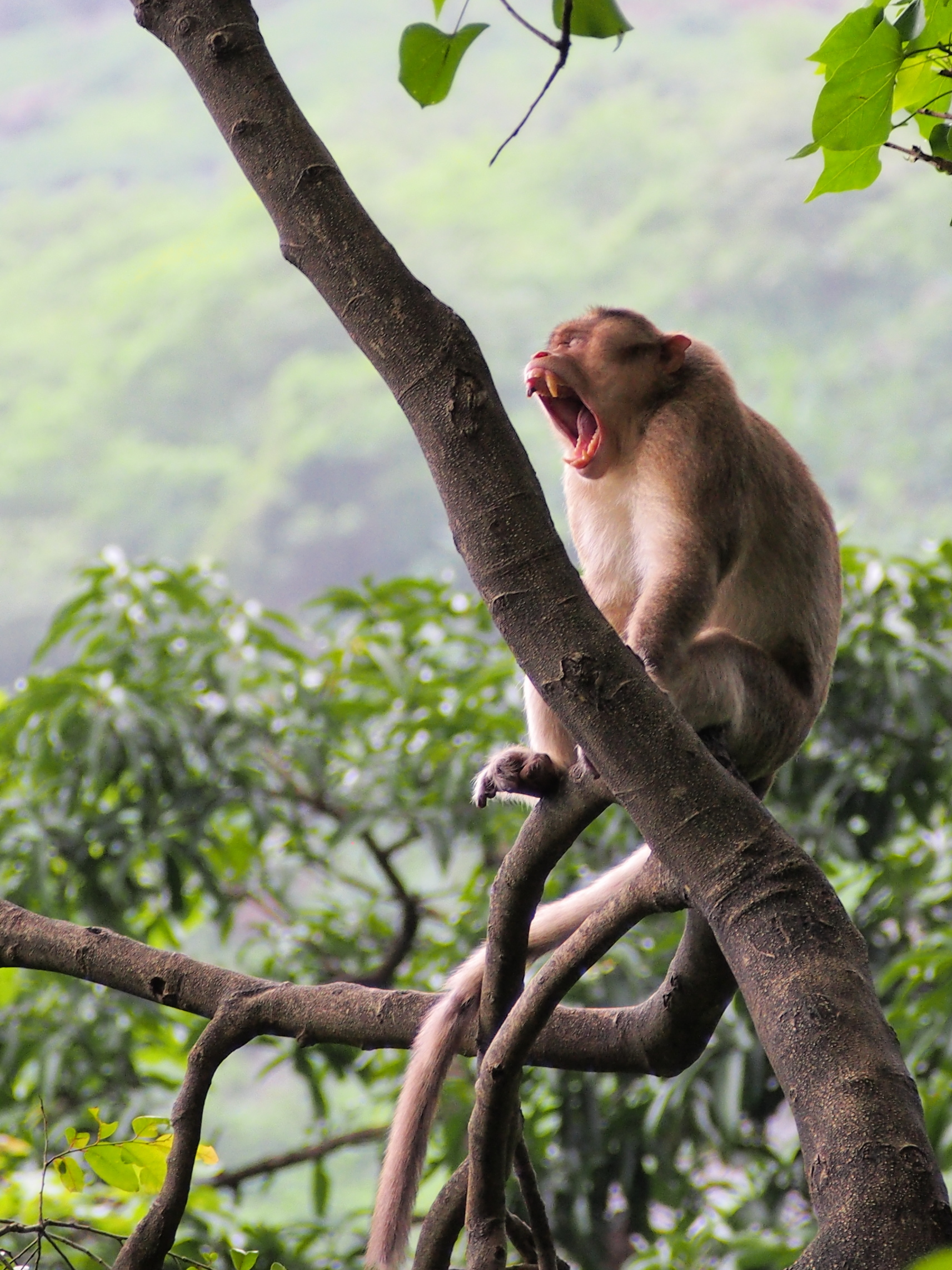
یک میمون رزوس در حال نمایش دندان‌های سگ مانندش است.

قد جنس نر رزوس به‌طور میانگین ۵۳ سانتی‌متر و وزن آن ۷٫۷ کیلوگرم است. قد جنس ماده ۴۷ سانتی‌متر و وزن آن ۵٫۳ کیلوگرم است. رنگ بدن آن‌ها قهوه‌ای یا خاکستری و رنگ صورتشان صورتی است. دم‌شان حدود ۲۰ تا ۲۳ سانتی‌متر طول دارد و میانگین طول عمر آن‌ها حدود ۲۵ سال می‌باشد.

## حضور در ایران
در سالیان اخیر به علت قاچاق این نوع میمون به داخل کشور و رها کردن آنان در طبیعت، جمعیت‌هایی از این جانور در جنگل‌های گیلان و مازندران به صورت گونه‌ای غیربومی و مهاجم پخش شده‌است.